# Kocham
Kocham – drugi singel polskiej piosenkarki Julii Wieniawy z jej drugiego albumu studyjnego, zatytułowanego Światłocienie. Singel został wydany 7 marca 2025.
Nagranie otrzymało w Polsce status złotego singla, przekraczając liczbę 62 500 tysiąca sprzedanych kopii.

## Geneza utworu i historia wydania
Utwór napisali i skomponowali Julia Wieniawa, Monika Wydrzyńska i Maurycy Żółtański, natomiast za produkcję piosenki odpowiadał Wolf House i Maurycy Żółtański. Piosenkarka o singlu:

To piosenka o drodze do siebie. O uczeniu się, że nie muszę się zmieniać, by zasłużyć na akceptację – swoją i świata. O sile, która przyszła, gdy zaczęłam siebie widzieć, słyszeć i kochać – nie mimo wszystko, ale właśnie za wszystko. To muzyczny manifest kobiecości, głos każdej z nas, która kiedykolwiek czuła się niewystarczająca.

Singel ukazał się w formacie digital download 7 marca 2025 w Polsce za pośrednictwem wytwórni płytowej Wieniawa Records w dystrybucji e-Muzyka. Piosenka została umieszczona na drugim albumie studyjnym Wieniawy – Światłocienie.
8 marca 2025 piosenka została zaprezentowana telewidzom stacji TVN w programie Dzień dobry TVN.

## Teledysk
Do utworu powstał teledysk w reżyserii samej piosenkarki i Patrycji Jewsienia, który udostępniono w dniu premiery singla za pośrednictwem serwisu YouTube.
4 kwietnia 2025 opublikowano wideo do akustycznej wersji singla, który został zmontowany przez Aleksandrę Łapiejko.

## Lista utworów
- Digital download[3]

1. „Kocham” – 3:47

- Digital download[8]

1. „Kocham” (Kanapa Version) – 4:04
2. „Kocham” – 3:47

## Notowania

### Pozycje na listach sprzedaży
| Kraj   | Lista (2025)             | Najwyższa pozycja |
| ------ | ------------------------ | ----------------- |
| Polska | Billboard Poland Songs   | 11                |
| Polska | OLiS – single w streamie | 11                |

## Certyfikaty
| Kraj          | Certyfikat  | Sprzedaż |
| ------------- | ----------- | -------- |
| Polska (ZPAV) | złota płyta | 62 500+  |